# Armando Amaral dos Santos
Armando Amaral dos Santos (4 de março de 1929 em Chinguar - 14 de outubro de 1973) foi um clérigo angolano e bispo da Diocese Católica Romana de Benguela. Ele foi ordenado em 1956 e foi nomeado bispo em 1970. Ele morreu em 14 de outubro de 1973, com 44 anos.